# Tout se paie
Pour plus de détails, voir Fiche technique et Distribution.
Tout se paie est un film français réalisé par Henry Houry et sorti en 1921.

## Synopsis
Le docteur Jean Corbières et Madeleine de Preuil s'aiment, mais il apprend que ses parents ont payé ses études avec de l'argent destiné à un enfant abandonné. Il renonce à son amour, et entre au couvent.

## Fiche technique
- Réalisation : Henry Houry
- Scénario : Pierre Decourcelle d'après le roman L’Échéance de Paul Bourget
- Production :  Société d'Éditions Cinématographiques
- Pays :  France
- Format :  Noir et blanc - Muet
- Métrage : 1 760 m
- Genre :  Drame
- Date de sortie : 
  - France - 25 février 1921

## Distribution
- Peggy Kurton : Madeleine de Preuil
- Rolla Norman : Jean Corbières
- Paul Guidé : Jacques Nersac
- Georges Saillard : Paul Robert
- Berthe Jalabert : Mme Corbières
- Henri-Amédée Charpentier : Corbières père
- Suzanne Talba